# Crevin
Crevin (tiếng Breton: Kreven) là một xã của tỉnh Ille-et-Vilaine, thuộc vùng Bretagne, miền tây bắc nước Pháp.

## Dân số
Người dân ở Crevin được gọi là Crevinois.
| 1962                                            | 1968 | 1975 | 1982 | 1990 | 1999 | 2006 |
| ----------------------------------------------- | ---- | ---- | ---- | ---- | ---- | ---- |
| 332                                             | 346  | 456  | 797  | 1247 | 1723 | 2300 |
| Starting in 1962: Population without duplicates |      |      |      |      |      |      |